# Vampiras: The Brides
Vampiras: The Brides es una película de terror y fantasía hispanoestadounidense dirigida por Iván Mulero, estrenada en 2024. La trama sigue a las novias de Drácula, Luna, Adriana y su nueva aprendiz Katya, quienes deben unirse para enfrentar a Mina, una amenaza surgida de su pasado. La película combina elementos de acción y misterio, destacando por su enfoque original en los mitos vampíricos y su ambientación en Los Ángeles. Producida por Goldheart Productions, cuenta con un reparto internacional que incluye a Bruna Rubio, Yuri Vargas y Johanna Fadul.

## Reparto
- Bruna Rubio - Luna
- Yuri Vargas - Katya
- Johanna Fadul - Mina
- Milett Figueroa - Adriana
- Anderson Ballesteros - Romualdo
- María Conchita Alonso - Ingrid
- Leonardo Daniel - Don Joaquín
- Salvador Zerboni - Detective Kenner
- Octavi Pujades - Drácula

El reparto también incluye a otros actores como Noel Gugliemi, Mónica Hoyos, Mari Cielo Pajares y Gary Anthony Stennette, quienes aportan profundidad a la narrativa con sus interpretaciones.

## Recepción
La película Vampiras: The Brides recibió una acogida mixta por parte de la crítica y el público tras su estreno en 2024. En el Festival de Cine de Sitges, donde tuvo su estreno mundial, fue elogiada por su reinterpretación del mito de Drácula y su enfoque en personajes femeninos fuertes. Los críticos destacaron la dirección de Iván Mulero y la actuación de Johanna Fadul como Mina, calificándola como una interpretación intensa y memorable.